# Rohan Kitshoff

a Compétitions nationales et continentales officielles uniquement.

b Matchs officiels uniquement.
Dernière mise à jour le 28 juillet 2022.
Rohan Kitshoff, né le 13 septembre 1985 à Windhoek (Namibie), est un joueur de rugby à XV international namibien évoluant au poste de troisième ligne aile. Il représente la sélection namibienne entre 2010 et 2019, accumulant quarante-cinq sélections, et trois Coupe du monde disputées.

## Carrière

### En club
Après être passé par l'académie des Boland Cavaliers, puis de la Western Province, Rohan Kitshoff fait partie de l'effectif de cette dernière province en à partir de 2006, mais ne dispute aucune rencontre,. En 2007, il rejoint alors la province des Griquas avec qui il fait ses débuts en Currie Cup et en Vodacom Cup,. Il s’impose petit à petit comme un titulaire régulier au poste de troisième ligne aile côté ouvert, grâce à ses qualités de plaqueur-gratteur,.
Il fait ensuite son retour à la Western Province à partir de 2011, et fait également partie du groupe élargi de la franchise des Stormers en Super Rugby lors des saisons 2011 et 2012,. Lors de la saison 2012 de Vodacom Cup, il termine meilleur marqueur ex æquo avec sept essais inscrits en neuf rencontres, et aide son équipe à remporter la compétition.
En 2012, il tente l'aventure en Europe en signant un contrat de deux saisons avec l'Union Bordeaux Bègles en Top 14,. Lors de sa première saison il joue peu (4 matchs de Top 14 et 4 de Challenge européen), et il est libéré de sa dernière année de contrat.
Il retourne alors en Afrique du Sud, et rejoint à nouveau la Western Province, et les Stormers. Il joue son premier et unique match de Super Rugby le 25 mai 2013 contre les Queensland Reds. Il continue à jouer à la Western Province jusqu'en 2014.
Sans contrat professionnel, il dispute la Community Cup 2015 avec le club Durbanville-Bellville, et remporte la compétition,.
En 2016, il part jouer dans son pays natal et rejoint le Wanderers Rugby Club qui évolue dans le championnat namibien, ainsi que la province des Namibia Welwitschias qui dispute la Vodacom Cup (puis le Rugby Challenge),. Il joue avec ces deux équipes jusqu'en 2019, avant de mettre un terme à sa carrière de joueur.
En 2021, il devient l'entraîneur de son ancien club des Wanderers.

### En équipe nationale
Rohan Kitshoff obtient sa première cape internationale avec l'équipe de Namibie le 20 novembre 2010 à l’occasion d’un match contre l'équipe de Portugal à Coimbra.
Il est sélectionné dans le groupe namibien participant à la Coupe du monde 2011 en Nouvelle-Zélande,. Il dispute quatre matchs de cette compétition, contre les Fidji, les Samoa,  l'Afrique du Sud et le pays de Galles.
En 2015, il fait à nouveau partie du groupe namibien choisi par Phil Davies pour participer à la Coupe du monde en Angleterre. Il dispute quatre matchs de cette compétition, contre la Nouvelle-Zélande, les Tonga, la Géorgie et l'Argentine.
En 2019, il retenu pour disputer sa troisième Coupe du monde au Japon. Il ne joue qu'une seule rencontre lors du tournoi, face à l'Italie, pour ce qui est sa dernière apparition avec son équipe nationale.

## Palmarès

### En club
- Vainqueur de la Vodacom Cup en 2007 avec les Griquas, et 2012 avec la Western Province.
- Vainqueur de la Currie Cup en 2012 et 2014 avec la Western Province.
- Vainqueur de la Community Cup en 2015 avec Durbanville-Bellville

### En équipe nationale
- 45 sélections avec la Namibie entre 2010 et 2019[2]
- 110 points (22 essais)
- Participation à la coupe du monde en 2011 (4 matchs), 2015 (4 matchs) et 2019 (1 match).